# Stuvsta gårds kvarn

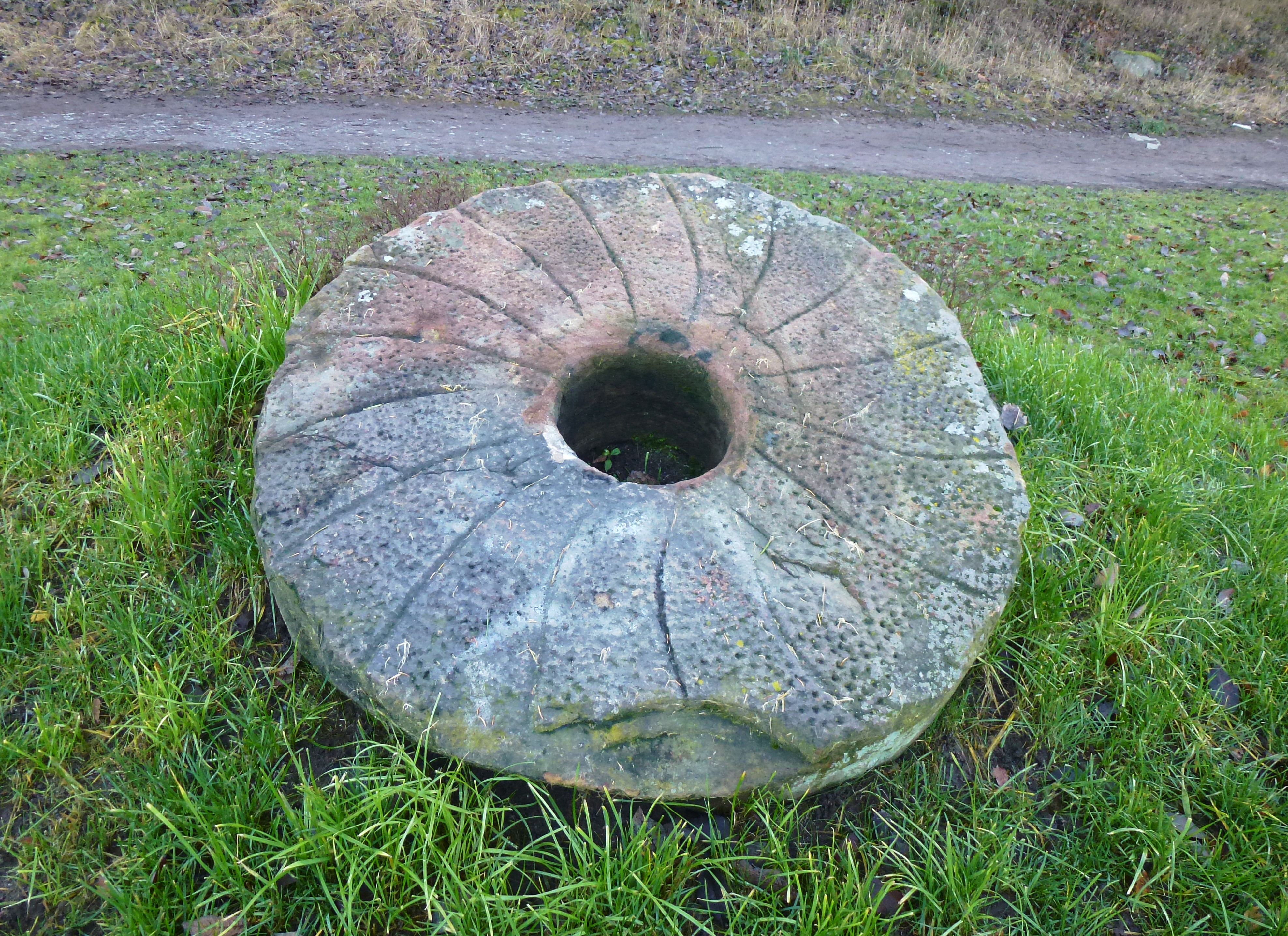
Kvarnstenen vid Gymnasievägen.

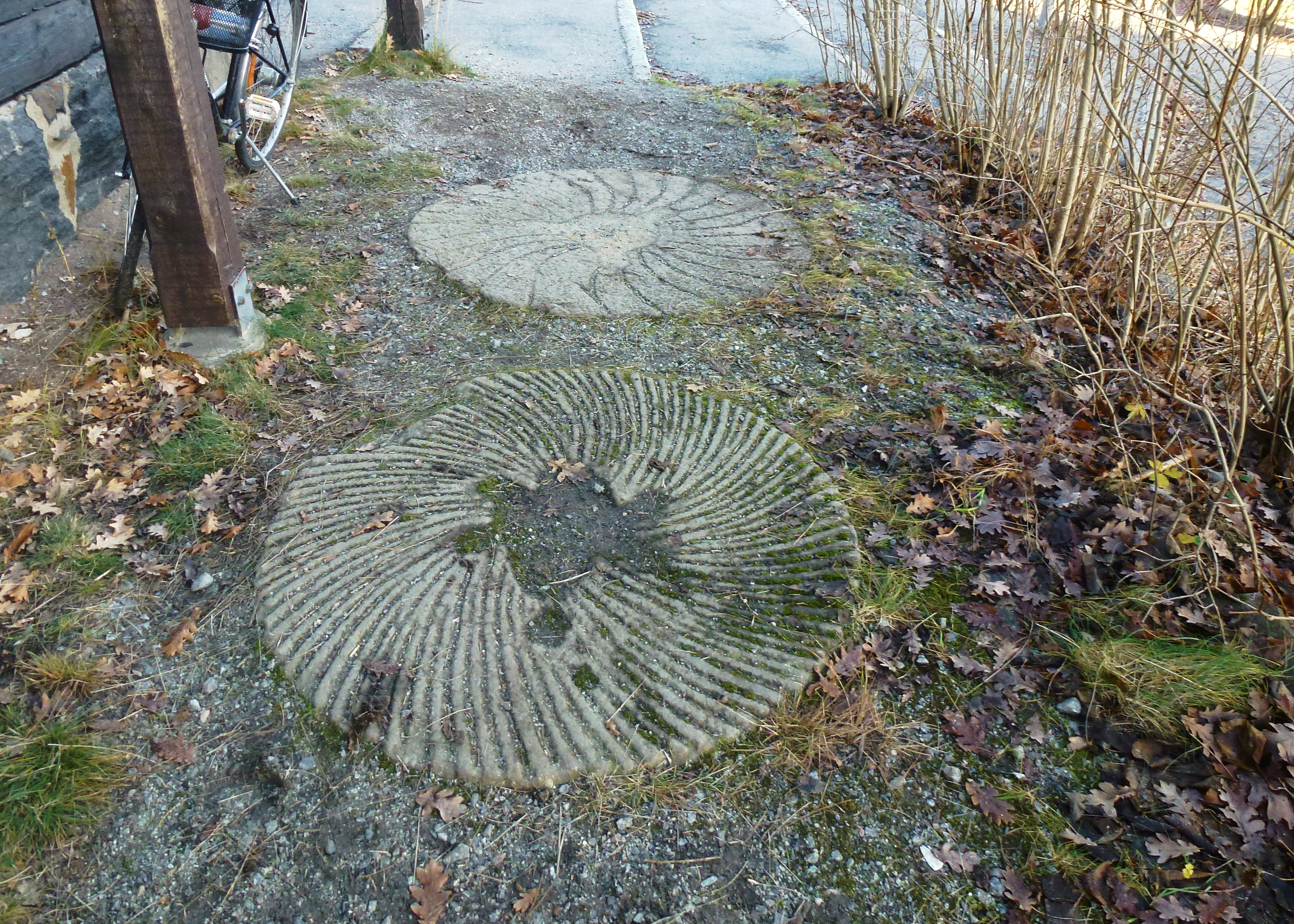
Kvarnstenar vid Kvarnbergsgården.

Stuvsta gårds kvarn var en väderkvarn på Kvarnberget i nuvarande Huddinge kommun. Kvarnen och Kvarnberget gav området Kvarnbergsplan sitt namn. Flera kvarnstenar från Stuvsta gårds kvarn finns bevarade; en av dem har kommunen placerat vid Gymnasievägen.

## Historik
Stuvsta gårds huvudbyggnad låg fram till 1960-talet sydost om Kvarnberget och på berget fanns tidigare en väderkvarn som hörde till gården. Kvarnen lär ha förfallit under 1800-talet och endast en kvarnsten uppe på kvarnbacken påminde om dess tidigare existens. Intill kvarnstenen syntes rester av kvarnens husgrund. Hur gammal kvarnen var och hur den såg ut är okänd, men att det rörde sig om en så kallad stolpkvarn är säker. Kvarnen var ett svartbygge och inga ritningar existerar. Det enda som finns kvar av Stuvsta gård är arrendatorsbostaden som nyttjas av Kvarnbergsgården. Här ligger ytterligare två kvarnstenar infällda i gångbanan.

## Flytt av kvarnstenen
I ett medborgarförslag från november 2011 önskades att stenen skulle rengöras och flyttas till en mera framträdande plats, där allmänheten hade möjlighet att se den bättre. Förslaget realiserades av Huddinges Kultur- och fritidsnämnd och sedan sommaren 2013 kan stenen beskådas på sin nya plats vid Gymnasievägen nedanför Kvarnberget. Kvarnstenen är av sandsten och har en diameter av cirka 1,25 meter och en tjocklek av cirka 0,25 meter. Stenen har radiella skåror som gör att den till mjöl malda säden förs ut mot stenens kant och kunde tas om hand där.
Den enda kvarvarande väderkvarnen i Huddinge kommun är Balingsta kvarn vid sjön Orlången i närheten av Balingsta gård.